# ماسيي جيبالا
ماسيي جيبالا (بالبولندية: Maciej Gębala) مواليد 10 يناير 1994 في غدينيا، هو لاعب كرة يد بولندي يلعب كمحور. يلعب حاليا مع نادي ماغديبورغ لكرة اليد ويحمل الرقم 26. مثل منتخب بولندا لكرة اليد.

## سجل المنافسة
شارك في البطولات التالية:
- بطولة أوروبا لكرة اليد للرجال 2016

## روابط خارجية
- ماسيي جيبالا على موقع الاتحاد الأوروبي لكرة اليد (الإنجليزية)